# 蘇拉皮茲 (愛荷華州)
蘇拉皮茲（英語：Sioux Rapids）是一個位於美國愛荷華州布尤納維斯塔縣的城市。

## 地理
蘇拉皮茲的座標為42°53′34″N 95°08′50″W / 42.89278°N 95.14722°W，而該地的平均海拔高度為384米（即1260英尺）。

## 人口
根據2010年美國人口普查的數據，蘇拉皮茲的面積為2.12平方千米，均為陸地。當地共有人口775人，而人口密度為每平方千米365人。